# Liste der Republican National Conventions
Diese Liste enthält alle Republican National Conventions. Sie finden alle vier Jahre in wechselnden Städten der USA statt und dienen der Nominierung des Kandidaten der Republikanischen Partei für das Amt des US-Präsidenten und des Vizepräsidenten.
Anmerkung: Erfolgreiche Kandidaturen sind grün unterlegt.
| Nummer | Datum                            | Veranstaltungsort                              | Wahlgänge | Präsidentschaftskandidat | Bild | Bundesstaat   | Vizepräsidentschaftskandidat | Bild | Bundesstaat   |
| ------ | -------------------------------- | ---------------------------------------------- | --------- | ------------------------ | ---- | ------------- | ---------------------------- | ---- | ------------- |
| 1.     | 17. bis 19. Juni 1856            | The Musical Fund Society, Philadelphia         | 2         | John C. Frémont          |      | Kalifornien   | William L. Dayton            |      | New Jersey    |
| 2.     | 16. bis 18. Mai 1860             | The Wigwam, Chicago                            | 3         | Abraham Lincoln          |      | Illinois      | Hannibal Hamlin              |      | Maine         |
| 3.     | 7. bis 8. Juni 1864              | Front Street Theatre, Baltimore                | 1         | Abraham Lincoln          |      | Illinois      | Andrew Johnson               |      | Tennessee     |
| 4.     | 20. bis 21. Mai 1868             | Crosby’s Opera House, Chicago                  | 1         | Ulysses S. Grant         |      | Illinois      | Schuyler Colfax              |      | Indiana       |
| 5.     | 5. bis 6. Juni 1872              | Academy of Music, Philadelphia                 | 1         | Ulysses S. Grant         |      | Illinois      | Henry Wilson                 |      | Massachusetts |
| 6.     | 14. bis 16. Juni 1876            | Exposition Hall, Cincinnati                    | 7         | Rutherford B. Hayes      |      | Ohio          | William A. Wheeler           |      | New York      |
| 7.     | 2. bis 8. Juni 1880              | Interstate Exposition Bulding, Chicago         | 36        | James A. Garfield        |      | Ohio          | Chester A. Arthur            |      | New York      |
| 8.     | 3. bis 6. Juni 1884              | Exposition Hall, Chicago                       | 4         | James G. Blaine          |      | Maine         | John A. Logan                |      | Illinois      |
| 9.     | 19. bis 25. Juni 1888            | Auditorium Building, Chicago                   | 8         | Benjamin Harrison        |      | Indiana       | Levi P. Morton               |      | New York      |
| 10.    | 7. bis 10. Juni 1892             | Industrial Exposition Bulding, Minneapolis     | 1         | Benjamin Harrison        |      | Indiana       | Whitelaw Reid                |      | New York      |
| 11.    | 16. bis 18. Juni 1896            | St. Louis Exposition and Music Hall, St. Louis | 1         | William McKinley         |      | Ohio          | Garret Hobart                |      | New Jersey    |
| 12.    | 19. bis 21. Juni 1900            | Convention Hall, Philadelphia                  | 1         | William McKinley         |      | Ohio          | Theodore Roosevelt           |      | New York      |
| 13.    | 21. bis 23. Juni 1904            | Chicago Coliseum, Chicago                      | 1         | Theodore Roosevelt       |      | New York      | Charles W. Fairbanks         |      | Indiana       |
| 14.    | 16. bis 19. Juni 1908            | Chicago Coliseum, Chicago                      | 1         | William Howard Taft      |      | Ohio          | James S. Sherman             |      | New York      |
| 15.    | 18. bis 22. Juni 1912            | Chicago Coliseum, Chicago                      | 1         | William Howard Taft      |      | Ohio          | James S. Sherman             |      | New York      |
| 16.    | 7. bis 10. Juni 1916             | Chicago Coliseum, Chicago                      | 3         | Charles Evans Hughes     |      | New York      | Charles W. Fairbanks         |      | Indiana       |
| 17.    | 8. bis 12. Juni 1920             | Chicago Coliseum, Chicago                      | 10        | Warren G. Harding        |      | Ohio          | Calvin Coolidge              |      | Massachusetts |
| 18.    | 10. bis 12. Juni 1924            | Public Auditorium, Cleveland                   | 1         | Calvin Coolidge          |      | Massachusetts | Charles Gates Dawes          |      | Illinois      |
| 19.    | 12. bis 15. Juni 1928            | Convention Hall, Kansas City                   | 1         | Herbert Hoover           |      | Kalifornien   | Charles Curtis               |      | Kansas        |
| 20.    | 14. bis 16. Juni 1932            | Chicago Stadium, Chicago                       | 1         | Herbert Hoover           |      | Kalifornien   | Charles Curtis               |      | Kansas        |
| 21.    | 9. bis 12. Juni 1936             | Public Auditorium, Cleveland                   | 1         | Alf Landon               |      | Kansas        | Frank Knox                   |      | Illinois      |
| 22.    | 24. bis 28. Juni 1940            | Convention Hall, Philadelphia                  | 6         | Wendell Willkie          |      | New York      | Charles L. McNary            |      | Oregon        |
| 23.    | 26. bis 28. Juni 1944            | Chicago Stadium, Chicago                       | 1         | Thomas E. Dewey          |      | New York      | John W. Bricker              |      | Ohio          |
| 24.    | 21. bis 25. Juni 1948            | Convention Hall, Philadelphia                  | 3         | Thomas E. Dewey          |      | New York      | Earl Warren                  |      | Kalifornien   |
| 25.    | 7. bis 11. Juli 1952             | International Amphitheatre, Chicago            | 1         | Dwight D. Eisenhower     |      | New York      | Richard Nixon                |      | Kalifornien   |
| 26.    | 20. bis 23. August 1956          | Cow Palace, San Francisco                      | 1         | Dwight D. Eisenhower     |      | Pennsylvania  | Richard Nixon                |      | Kalifornien   |
| 27.    | 25. bis 28. Juli 1960            | International Amphitheatre, Chicago            | 1         | Richard Nixon            |      | Kalifornien   | Henry Cabot Lodge junior     |      | Massachusetts |
| 28.    | 13. bis 16. Juli 1964            | Cow Palace, San Francisco                      | 1         | Barry Goldwater          |      | Arizona       | William E. Miller            |      | New York      |
| 29.    | 5. bis 8. August 1968            | Miami Beach Convention Center, Miami Beach     | 1         | Richard Nixon            |      | Kalifornien   | Spiro Agnew                  |      | Maryland      |
| 30.    | 21. bis 23. August 1972          | Miami Beach Convention Center, Miami Beach     | 1         | Richard Nixon            |      | Kalifornien   | Spiro Agnew                  |      | Maryland      |
| 31.    | 16. bis 19. August 1976          | Kemper Arena, Kansas City                      | 1         | Gerald Ford              |      | Michigan      | Bob Dole                     |      | Kansas        |
| 32.    | 14. bis 17. Juli 1980            | Joe Louis Arena, Detroit                       | 1         | Ronald Reagan            |      | Kalifornien   | George Bush                  |      | Texas         |
| 33.    | 20. bis 23. August 1984          | Reunion Arena, Dallas                          | 1         | Ronald Reagan            |      | Kalifornien   | George Bush                  |      | Texas         |
| 34.    | 15. bis 18. August 1988          | Louisiana Superdome, New Orleans               | 1         | George Bush              |      | Texas         | Dan Quayle                   |      | Indiana       |
| 35.    | 17. bis 20. August 1992          | Reliant Astrodome, Houston                     | 1         | George Bush              |      | Texas         | Dan Quayle                   |      | Indiana       |
| 36.    | 12. bis 15. August 1996          | San Diego Convention Center, San Diego         | 1         | Bob Dole                 |      | Kansas        | Jack Kemp                    |      | Maryland      |
| 37.    | 31. Juli bis 3. August 2000      | Wells Fargo Center, Philadelphia               | 1         | George W. Bush           |      | Texas         | Dick Cheney                  |      | Wyoming       |
| 38.    | 30. August bis 2. September 2004 | Madison Square Garden, New York City           | 1         | George W. Bush           |      | Texas         | Dick Cheney                  |      | Wyoming       |
| 39.    | 1. bis 4. September 2008         | Xcel Energy Center, Saint Paul                 | 1         | John McCain              |      | Arizona       | Sarah Palin                  |      | Alaska        |
| 40.    | 27. bis 30. August 2012          | St. Pete Times Forum, Tampa                    | 1         | Mitt Romney              |      | Massachusetts | Paul Ryan                    |      | Wisconsin     |
| 41.    | 18. bis 21. Juli 2016            | Quicken Loans Arena, Cleveland                 | 1         | Donald Trump             |      | New York      | Mike Pence                   |      | Indiana       |
| 42.    | 24. bis 27. August 2020          | Spectrum Center, Charlotte                     | 1         | Donald Trump             |      | Florida       | Mike Pence                   |      | Indiana       |
| 43.    | 15. bis 18. Juli 2024            | Fiserv Forum, Milwaukee                        | 1         | Donald Trump             |      | Florida       | J. D. Vance                  |      | Ohio          |